# غوتهولد أيزنشتاين
فيرديناند غوتهولد ماكس أيزنشتاين (بالألمانية: Ferdinand Gotthold Max Eisenstein)  (16 أبريل 1823 - 11 أكتوبر 1852)، هو عالم رياضيات ألماني اختص في نظرية الأعداد والتحليل وبرهن عدة نتائج لم يستطع حتى جاوس البرهان عليها.
توفي أيزنشتاين قبل الثلاثين من عمره تماما كإيفاريست جالوا ونيلس هنريك أبل. ولقد عاش ومات في برلين بألمانيا.

## روابط خارجية
- غوتهولد أيزنشتاين على موقع الموسوعة البريطانية (الإنجليزية)